# ロボカット
ロボカット (ROBOCUT) は、ファナックが製造・販売する、ワイヤカット放電加工機である。
最新機種はα-CiBシリーズである。載されているCNCはFANUC Series 31i-WB。

## 特徴
- 基幹部品であるCNC、サーボモータ、アンプが内製化されており、ファナックの最先端のサーボ技術が応用されている。
- ストロークの異なる3サイズをラインナップしている[1]。
- オプションとして、付加1軸回転テーブルのCCRを用意している[1]。
- 自動結線機能AWFを備え、断線補修が可能である[3]。
- 中子を保持するコア・ステッチ機能を備える[4]。
- Preferred Networksと共同開発された「AI熱変位補正機能」というオプション機能により、高精度な加工が可能[5]。